# Atto I
Atto I fue el primer álbum de estudio del dueto Al Bano & Romina Power, fue lanzado en el año 1975 bajo el sello discográfico Libra. La canción más popular de este álbum es "Dialogo", escrita por Al Bano Carrisi y Romina Power. "Amore Nel 2000" y "Paolino Maialino" fueron otras canciones que formaron parte de este álbum y que también fueron sencillos.

## Canciones
Cara A
1. "Evasione O Realtà" (Carrisi/ Power) - 3:36
2. "Un Uomo Diventato Amore" (Power) - 4:04
3. "Sognando Copacabana" (Power) - 3:25
4. "Come Ti Desidero" (Carrisi/ Power) - 3:37
5. "Sensazione Meravigliosa" (Power) - 2:52
6. "Diálogo" (Carrisi/ Power) - 3:10

Cara B
1. "Se Ti Raccontassi" (Power) - 3:02
2. "Amore Nel 20002" (Carrisi/ Power) - 3:46
3. "Il Pianto Degli Ulivi" (Carrisi/ Limiti) - 2:46
4. "Moderno Don Chisciotte" (Power) - 4:15
5. "Mai Mai Mai" (Carrisi) - 4:01
6. "Paolino Maialino" (Limiti/ Power) - 3:26